# Hylaeothemis gardeneri
Hylaeothemis gardeneri is een libellensoort uit de familie van de korenbouten (Libellulidae), onderorde echte libellen (Anisoptera).
De soort staat op de Rode Lijst van de IUCN als onzeker, beoordelingsjaar 2010.
De wetenschappelijke naam Hylaeothemis gardeneri is voor het eerst geldig gepubliceerd in 1927 door Fraser.